# Chlebowo Wąskotorowe
Chlebowo Wąskotorowe – zlikwidowany przystanek stargardzkiej kolei wąskotorowej w Chlebowie, w województwie zachodniopomorskim, w Polsce. Przystanek został zamknięty 10 czerwca 2001 roku.